# Церер, Ханс
Ханс Церер (нем. Hans Zehrer; 22 июня 1899, Берлин, Германская империя — 23 августа 1966, Западный Берлин, ФРГ) — немецкий журналист и идеолог крайне правого направления. Редактор популярных изданий в Веймарской Германии. В нацистской Германии руководитель издательства. В ФРГ — близкий сотрудник медиамагната Акселя Шпрингера, влиятельный редактор и обозреватель. Националист, сторонник идей консервативной революции, идеолог ультраправого движения.

## Биография

### В Веймарской республике
Родился в семье почтового служащего. В 1917 ушёл добровольцем на Первую мировую войну. После войны остался на службе в рейхсвере, в 1920 участвовал в капповском путче. Учился в Берлинском университете, окончить не смог из-за нехватки денежных средств.
В 1923—1931 Ханс Церер редактировал либеральную газету Vossischen Zeitung. В конце 1920-х взгляды Церера сильно эволюционировали под влиянием германского консервативно-революционного идеолога Артура Мёллера ван ден Брука и бельгийского неосоциалиста Анри де Мана. Оба деятеля по идеологии были близки к фашизму.
В 1930 Церер взялся редактировать журнал Die Tat, который под его руководством стал выступать с крайне правых младоконсервативных позиций. Публиковался под псевдонимом Hans Thomas (после раскрытия псевдонима Цереру пришлось оставить Vossischen Zeitung). В течение трёх лет тираж вырос в 30 раз — с 1 тысячи до 30 тысяч экземпляров.
На основе редакции сложился т. н. Tat-Kreis — идейно-политический круг, распространявший ультраправые идеи. Авторитарный национализм и антикоммунизм сочетались у Церера с антикапиталистическими установками. В частности, он был сторонником национализации ключевых промышленных отраслей и финансовой системы. Церер также пропагандировал принципы корпоративизма, но с сильным государственническим уклоном.
Ханс Церер был противником Веймарской республики, либерализма и коммунизма. С этих позиций он поддерживал нацистское движение. Однако в НСДАП Церер ориентировался не столько на Гитлера, сколько на «левое» крыло Грегора Штрассера. Он пытался использовать своё влияние для создания альянса между сторонниками Штрассера, социал-демократами и командованием рейхсвера. За неделю до назначения Гитлера рейхсканцлером Церер убеждал генерала Шлейхера решиться на «революцию сверху» — военный переворот с опорой на армию, профсоюзы и нацистов штрассеровского толка. Однако эти планы не удалось реализовать.

### В нацистской Германии
По своим взглядам Церер не являлся нацистом и имел серьёзные противоречия с НСДАП (одна из причин заключалась в его браке с еврейкой Марго Суссман-Моссе). После прихода к власти нацисты сменили редколлегию и название Die Tat. Как лицо, связанное со Штрассером и Шлейхером, Церер находился под подозрением гестапо.
В 1934, после гибели Штрассера и Шлейхера в Ночь длинных ножей, Церер дистанцировался от политики и перебрался на курортный остров Зильт. Там он познакомился с Акселем Шпрингером, в то время начинающим журналистом.
Несколько лет спустя, наблюдая укрепление нацистской Германии, Церер решился на примирение с нацистами. В 1938 он вернулся в Берлин, затем развёлся с женой, эмигрировавшей в Великобританию. Работал в ольденбургском издательстве Verlag Gerhard Stalling. В 1941 стал генеральным директором издательства.
В 1943 Ханс Церер был призван на службу в люфтваффе, но не принимал участия в боях. До 1945 служил в Карловых Варах, затем переведён в Берлин. Незадолго до конца войны бежал через Гамбург на Зильт.

### В ФРГ
В январе-марте 1946 Ханс Церер редактировал в британской зоне оккупации газету Шпрингера Die Welt. Эту работу ему пришлось быстро оставить под давлением общественных протестов — Церер воспринимался как пособник нацистов. Однако его сотрудничество со Шпрингером не прекратилось.
В 1948—1953 Церер возглавлял редколлегию Deutsches Allgemeines Sonntagsblatt. Затем длительное время работал в изданиях Шпрингера, был обозревателем Bild Zeitung. В 1958 вместе со Шпрингером посещал СССР. После этого работал директором Die Welt.
До своей кончины в 1966 Ханс Церер оставался авторитетным журналистом и близким сотрудником Акселя Шпрингера.

## Мировоззрение
Ханс Церер являлся не только видным публицистом и редактором, но и идеологом ультраправого направления. Ещё в начале 1930-х он сформулировал концепцию Gemeinwohl — Общее благо — адаптированную к доктринам германского национализма. Концепция основывалась на трёх принципах: Auctoritas, Potestas, Volonté populaire — «Лидерство, Сила, Народная воля». Это представляло собой разновидность идеи органического общества, соединяющую положения этатизма и солидаризма. Кроме того, для Церера была характерна аграристская ностальгия по традиционному обществу.
При этом Церер отвергал не только коммунизм и либерализм, но также нацизм и фашизм.

Национал-социализм движется от национализма к социализму. Профсоюзы — от социализма к национализму. Но политическое единство нации может быть достигнуто только соединением в народную общину социального и национального.

Ханс Церер

Либерализм и капитализм Церер отвергал как чуждые Германии западные влияния, порождающие хаос и столкновение эгоистических интересов. В то же время он отвергал и фашизм:

Государственное сознание немецкого народа может быть только авторитарным, но никак не фашистским.

Важную роль в идеологии Церера играли антиинтеллектуализм и антирационализм, обращения к романтике и мистике.
Идейные установки Ханса Церера восходили к мировоззрению фёлькише, позициям Эдуарда Штадтлера, Грегора и Отто Штрассеров. Журналистские ресурсы Церера позволяли ему оказывать серьёзное влияние на интеллектуальную и политическую жизнь Германии. Однако в Веймарской республике эта идеология не смогла конкурировать с нацизмом (показательно, что некоторые близкие Цереру деятели подверглись репрессиям в Третьем рейхе).
В послевоенной ФРГ идеи Церера отразились в программах таких организаций, как Немецкая консервативная партия — Немецкая правая партия, Немецкая имперская партия, Национал-демократическая партия.